# Vicent Climent Navarro
Vicent Climent Navarro (València, ca. 1872 - Barcelona 19 de març del 1923) va ser un pintor valencià. Va estudiar a l'Escola de Belles Arts de València. El 1897, aconsegueix per oposició la càtedra de dibuix natural i de l'antic de l'Escola de Barcelona, on mor, i on va tenir alumnes tant destacats com Pablo Picasso i Manuel Pallarès i Grau. Sobre el taüt, cobert amb la bandera del Cercle Regional Valencià, del qual el finat havia estat president, es van col·locar corones amb afectuoses dedicatòries.

## Cartellde l'Exposició Regional Valenciana del 1909
Al concurs de cartells convocat pel Comitè organitzador de l'Exposició Regional del 1909, realitzat en el Cercle de Belles Arts durant 1908, Vicent Climent va obtenir el primer premi amb el lema “Emporio” ('empori'). El cartell representa el comerç oferint una corona de llorer a l'agricultura, a la ciència i a les belles arts. En els angles superiors, sobre rajoles, es veuen els escuts de les tres províncies valencianes; en els inferiors, els de l'Ateneu Mercantil de València i la Diputació provincial; sobre aquell, la senyera cau en airosos plecs. Al fons, el mar encalmat, i tanca el cartell l'anunci de l'Exposició sobre rajoles. El cartell va ser imprés en la litografia del Sr. Durà.